# Tower Bridge
De Tower Bridge is een in 1894 voltooide brug over de rivier de Theems in Londen. De brug is een toeristische attractie. Hij ligt naast de Tower of London, waaraan hij ook zijn naam dankt.
Het deel tussen de twee torens is een basculebrug die voor de scheepvaart geopend kan worden. Twee hangbruggen verbinden het centrale deel met de oevers. Twee loopbruggen, 44 meter boven het water, verbinden de torens met elkaar en geven een tegenkracht aan de hangbruggen. Op 10 november 2014 is een deel van de vloer van een van de hangbruggen over een lengte van 11 meter vervangen door glazen panelen van 7,5 cm dik.

## Ontwerp
In de tweede helft van de 19e eeuw namen de commerciële activiteiten aan de oostkant van Londen dusdanig toe dat er behoefte ontstond aan een nieuwe oeververbinding stroomafwaarts van London Bridge. In verband met de scheepvaart (en de daarmee gepaard gaande hoge masten) van en naar de haven, die zich op dat moment nog in the Pool of London bevond, was het niet mogelijk een traditionele vaste brug te bouwen. In 1870 werd een tunnel onder de Theems aangelegd, de Tower Subway, maar deze was kort na de aanleg nog uitsluitend door voetgangers te gebruiken.
In 1876 werd een Bridge or Subway Committee opgericht, die een oplossing voor het probleem moest zien te vinden. Uit meer dan 50 inzendingen van ontwerpen en de nodige controverse werd in 1884 uiteindelijk het ontwerp van Horace Jones (de City Architect en jurylid van het comité), goedgekeurd.
Het ontwerp van Jones bestond uit een 244 m lange basculebrug met aan weerszijden twee torens van 65 m hoogte, gebouwd op landhoofden. De 61 m brede opening tussen beide torens is in twee gelijke delen gesplitst, die binnen een minuut tot een hoek van 86 graden kunnen worden opgedraaid, zodat het scheepvaartverkeer kan passeren. Elk van de twee delen weegt meer dan 1000 ton en is voorzien van een tegengewicht.

## Bouw

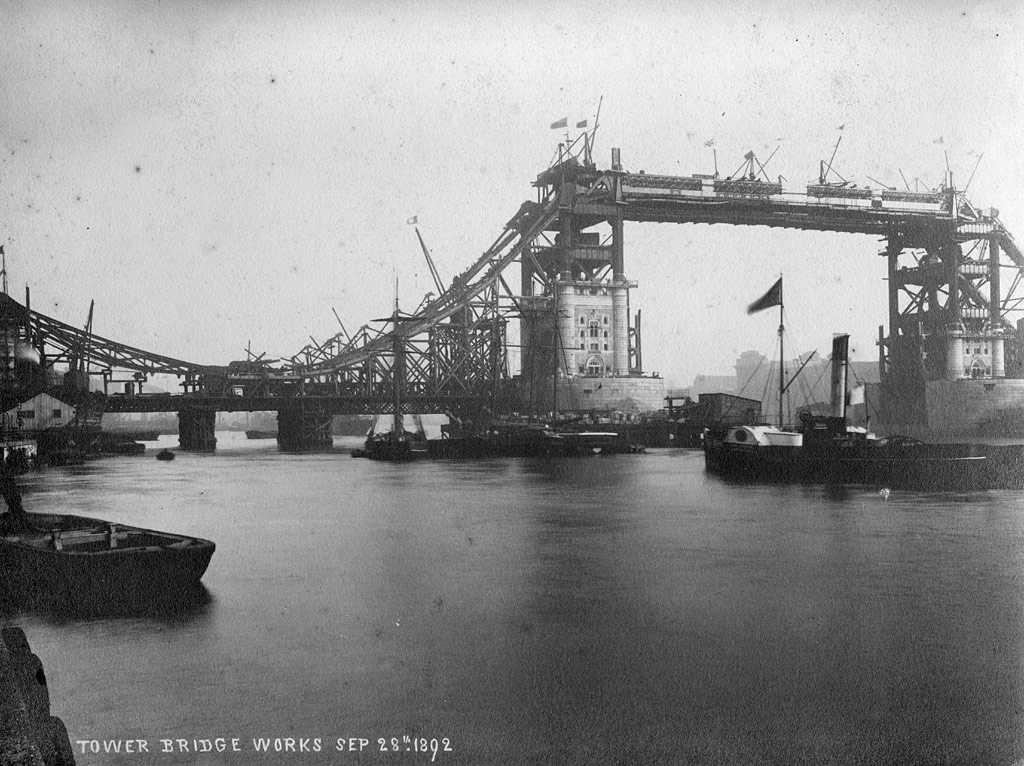
Tower Bridge in aanbouw in 1892

De bouw werd gestart in 1886 en heeft acht jaar geduurd. Er gingen 432 arbeiders voor aan de slag.
Twee massieve landhoofden, met meer dan 70 000 ton beton, werden in de rivierbodem geplaatst om de constructie te ondersteunen. Meer dan 11 000 ton staal was nodig voor het skelet van de torens en loopbruggen. Dit werd dan bekleed met graniet en steen, zowel om het staal te beschermen als om de brug een mooiere aanblik te geven.
Jones stierf in 1887 en George D. Stevenson nam het project over. Stevenson verving Jones' originele stenen façade met de meer ornate Victoriaans-Gotische stijl, die de brug een stuk meer doet opvallen en bedoeld was om hem in harmonie te brengen met de nabijgelegen Tower of London.

## Aandrijving

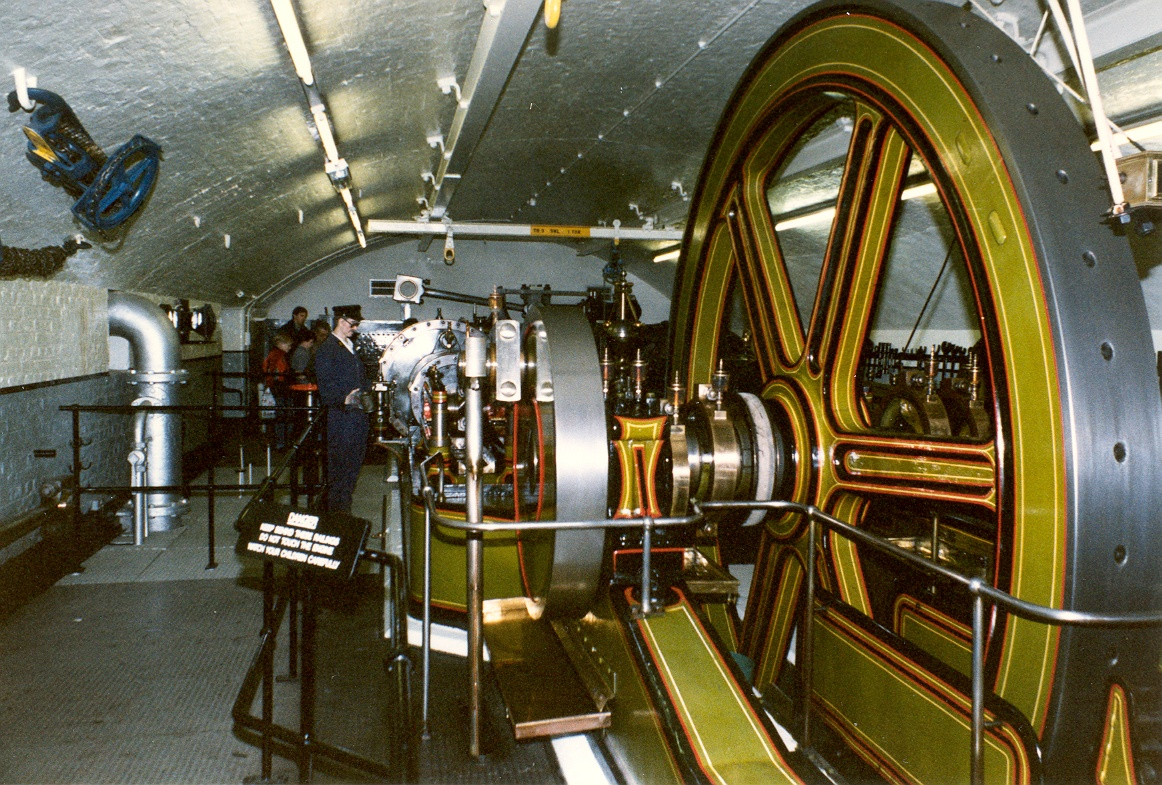
Stoommachine onder in de Tower Bridge. Sinds 1974 nog slechts een toeristische attractie

Het oorspronkelijke mechaniek voor het openen en sluiten van de brug was hydraulisch; de benodigde waterdruk werd geleverd door pompen die door stoommachines werden aangedreven. Sinds 1974 wordt de brug nog altijd hydraulisch aangedreven maar nu met elektrisch aangedreven pompsystemen. De originele stoommachines zijn echter bewaard als toeristische attractie.
Bijzonder aan de originele aandrijving is de op zwaartekracht functionerende energieopslag (accumulatoren op basis van zwaartekracht die zich in de toren boven de stoommachine bevinden).
De Tower Bridge wordt ongeveer 900 keer per jaar geopend voor de doorvaart van vierkant getuigde schepen, cruiseschepen, marineschepen en andere grote schepen. Dit moet minimaal 24 uur van tevoren worden aangevraagd. Alle schepen die meer dan 14 meter hoog zijn moeten hun doorvaart aan de Tower Bridge melden. 

### Opening van de Tower Bridge

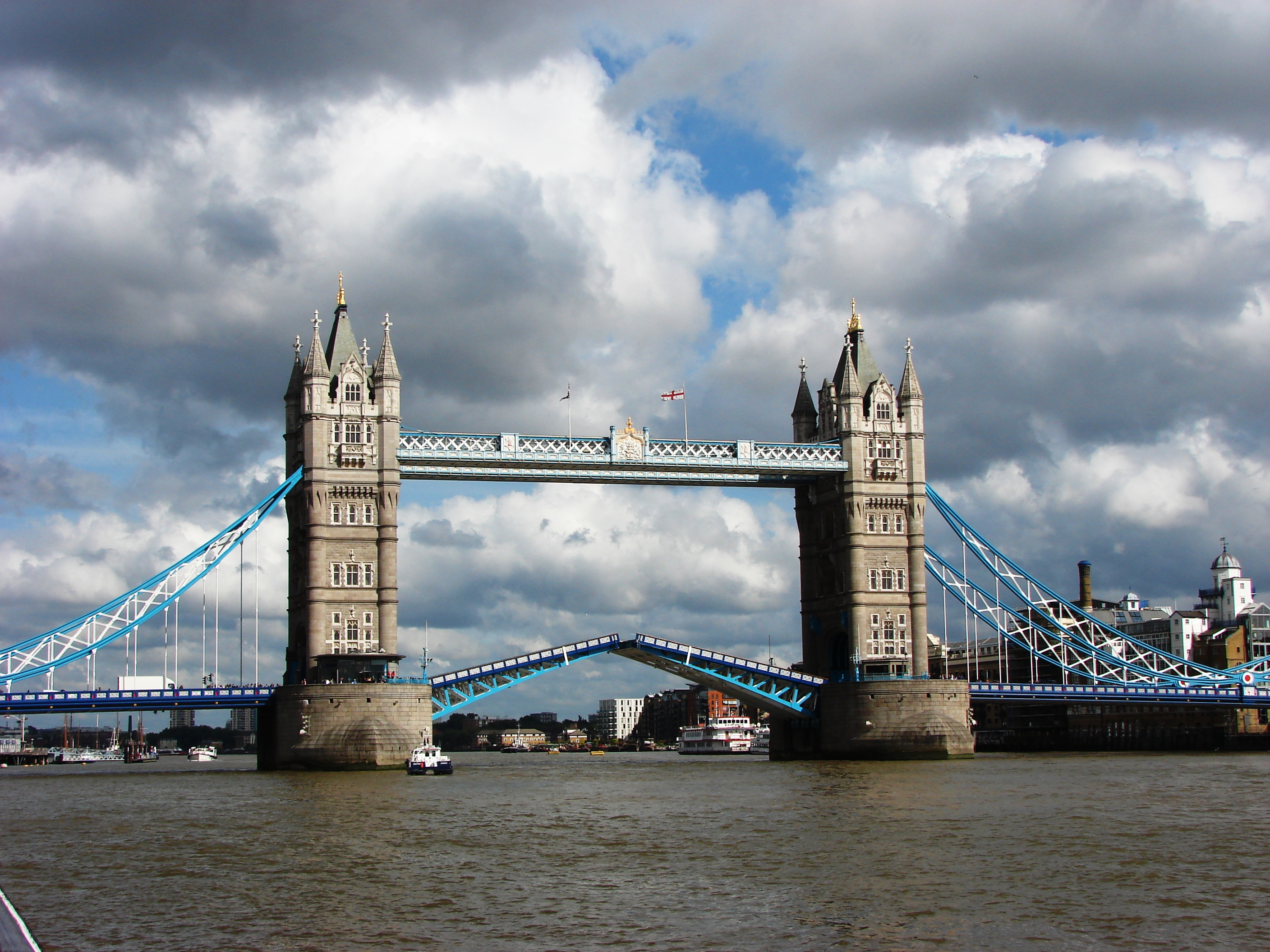
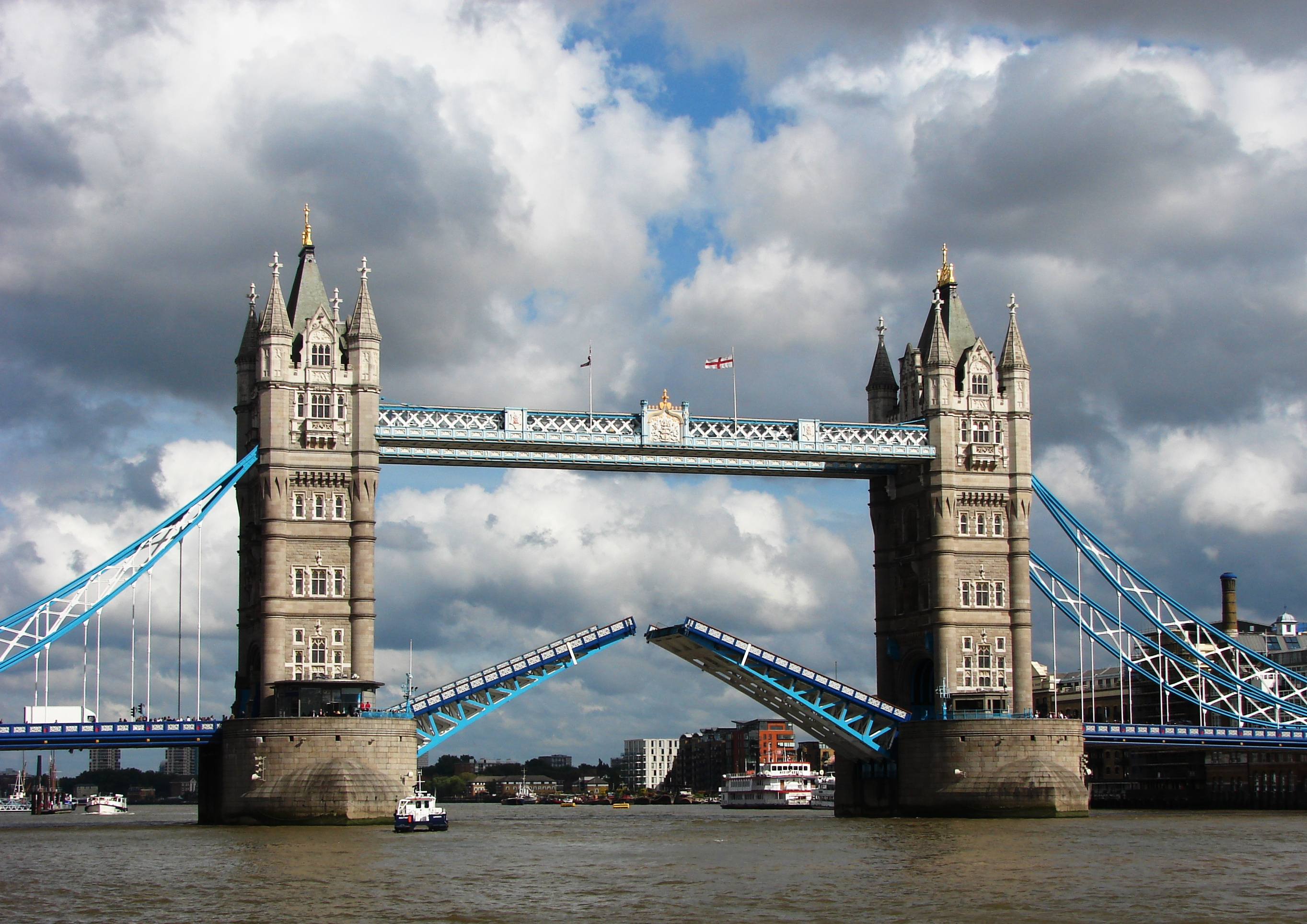
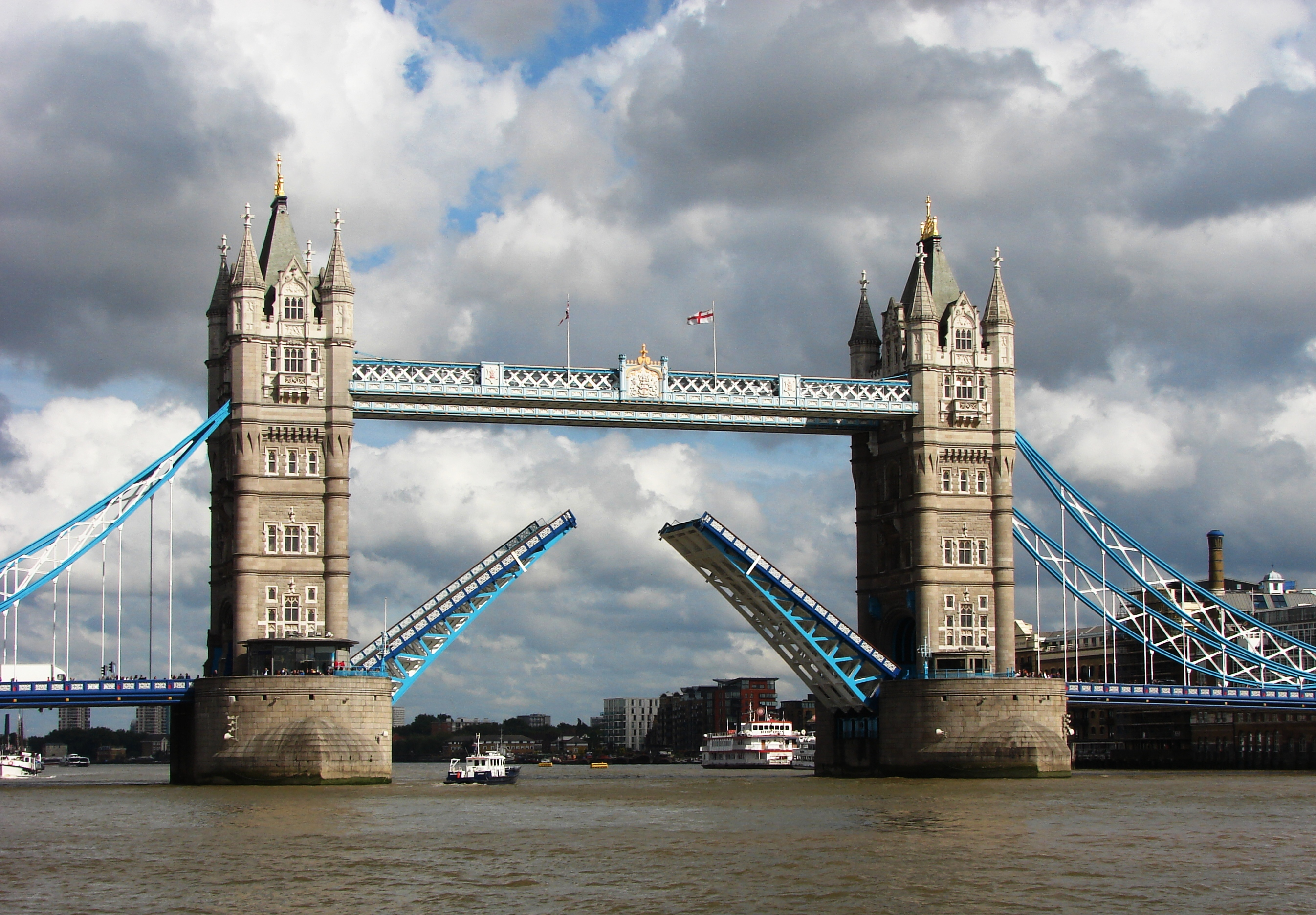
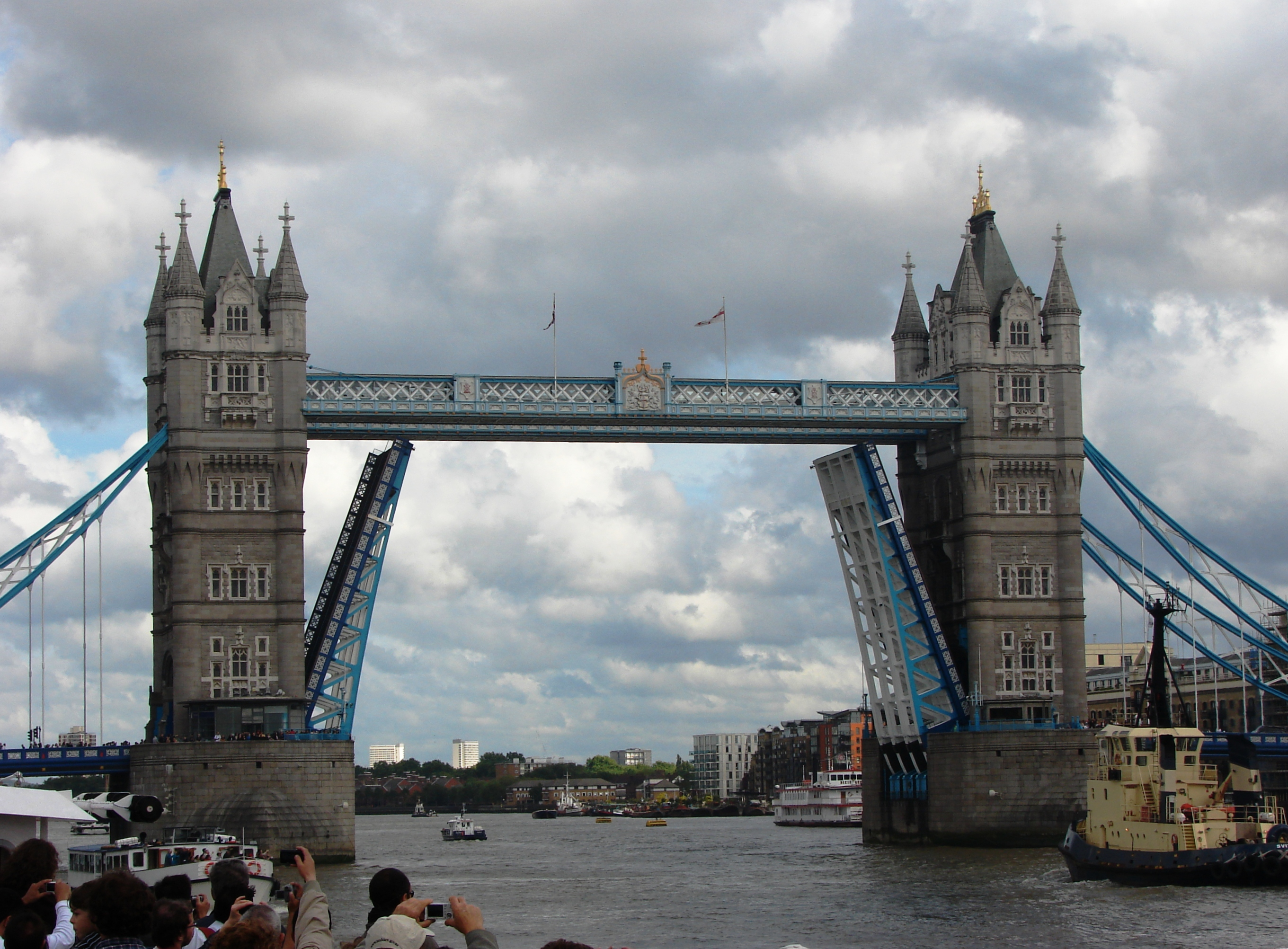

## Historische plaatsen naast de Tower Bridge
- London Bridge
- St Katharine Docks
- Tower of London
- HMS Belfast

## Fotogalerij

### Afbeeldingen van Tower Bridge (chronologisch)

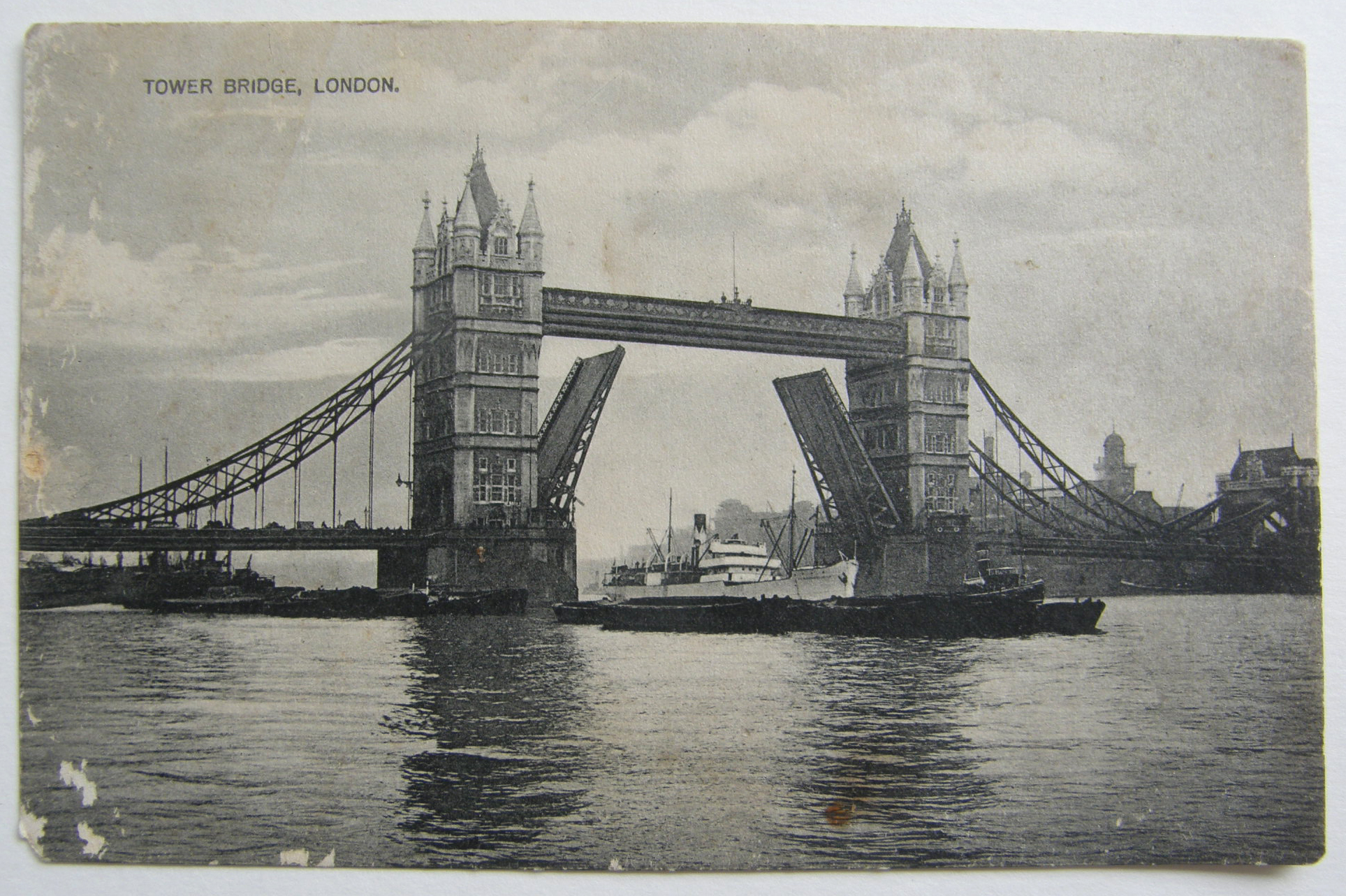
Ansichtkaart van Tower Bridge uit het begin van de 20ste eeuw
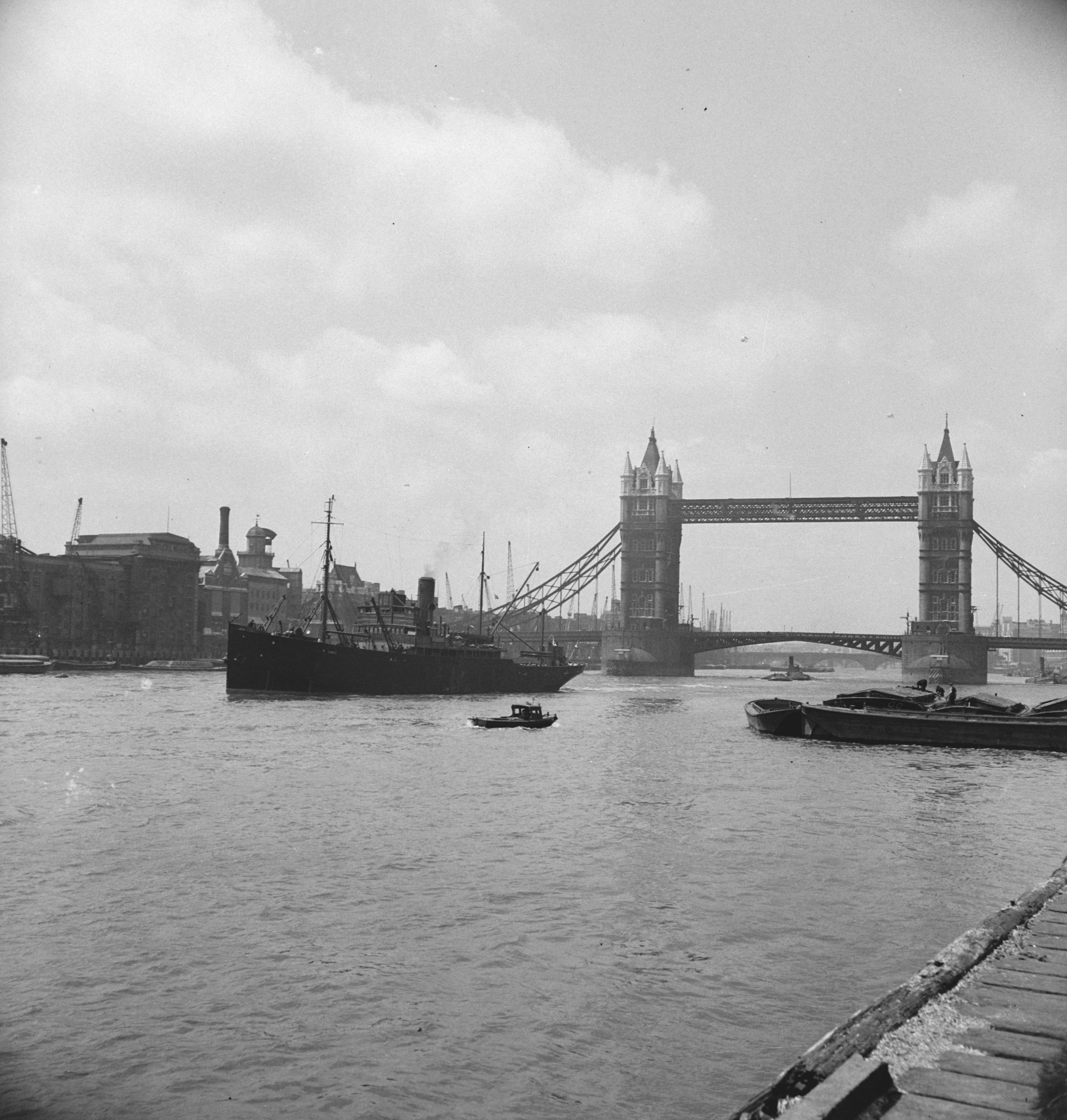
Tower Bridge in 1943
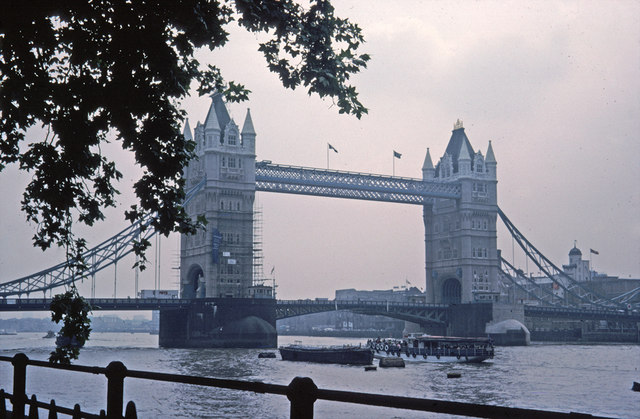
Tower Bridge in augustus 1977 tijdens renovatie-werkzaamheden
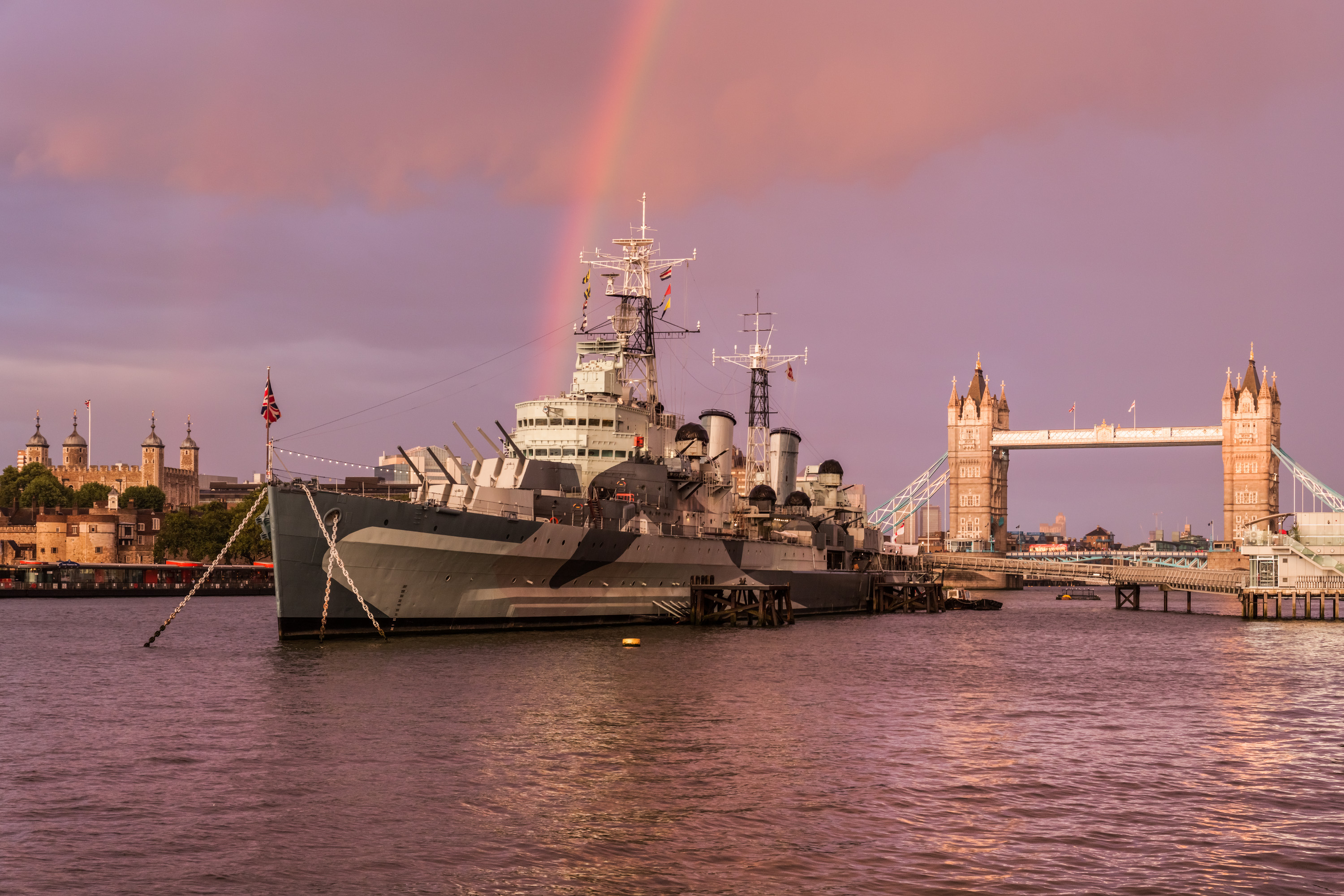
Tower Bridge in 2014, met op de voorgrond het museumschip HMS Belfast en links de Tower of London
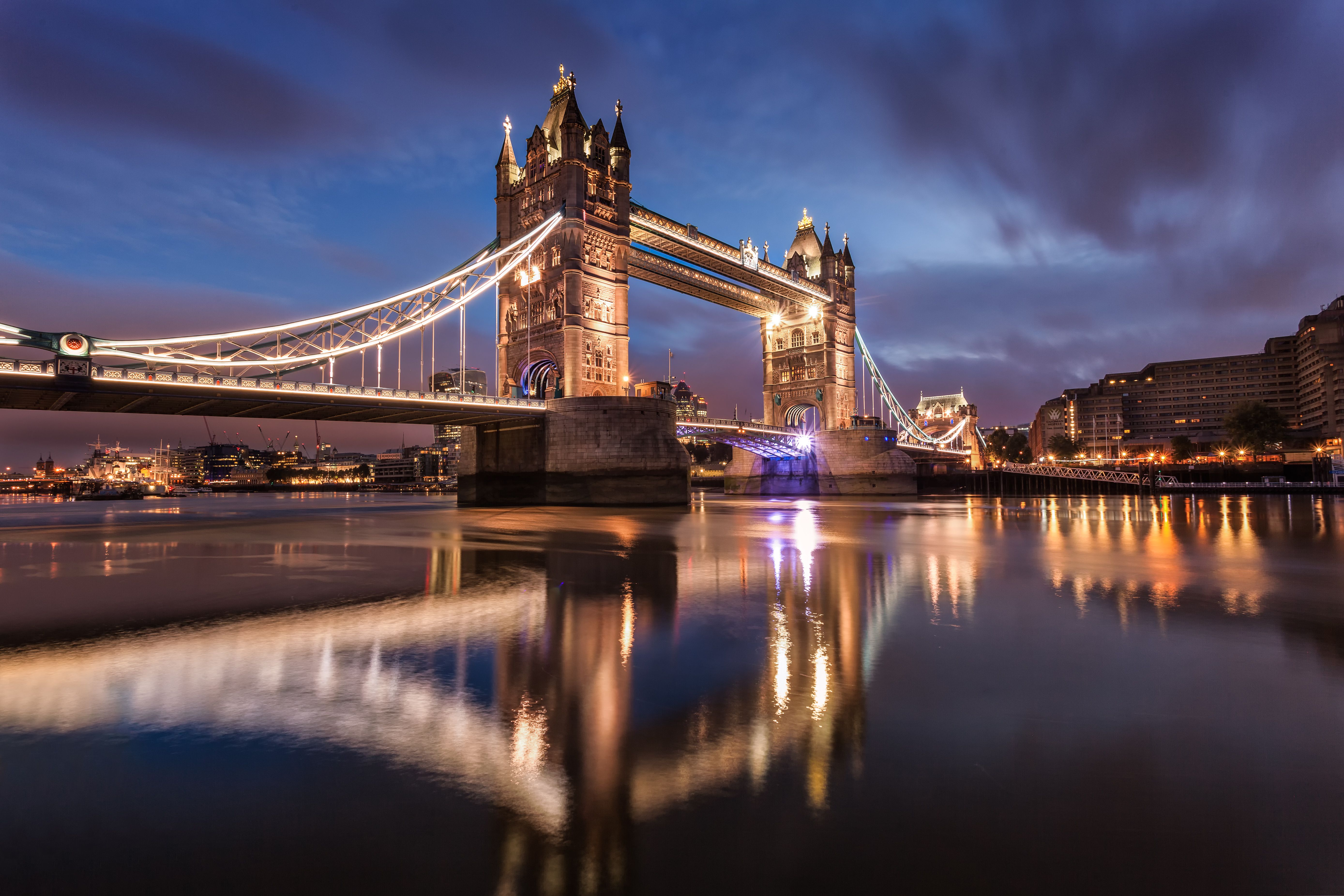
Tower Bridge op een vroege ochtend in september 2014
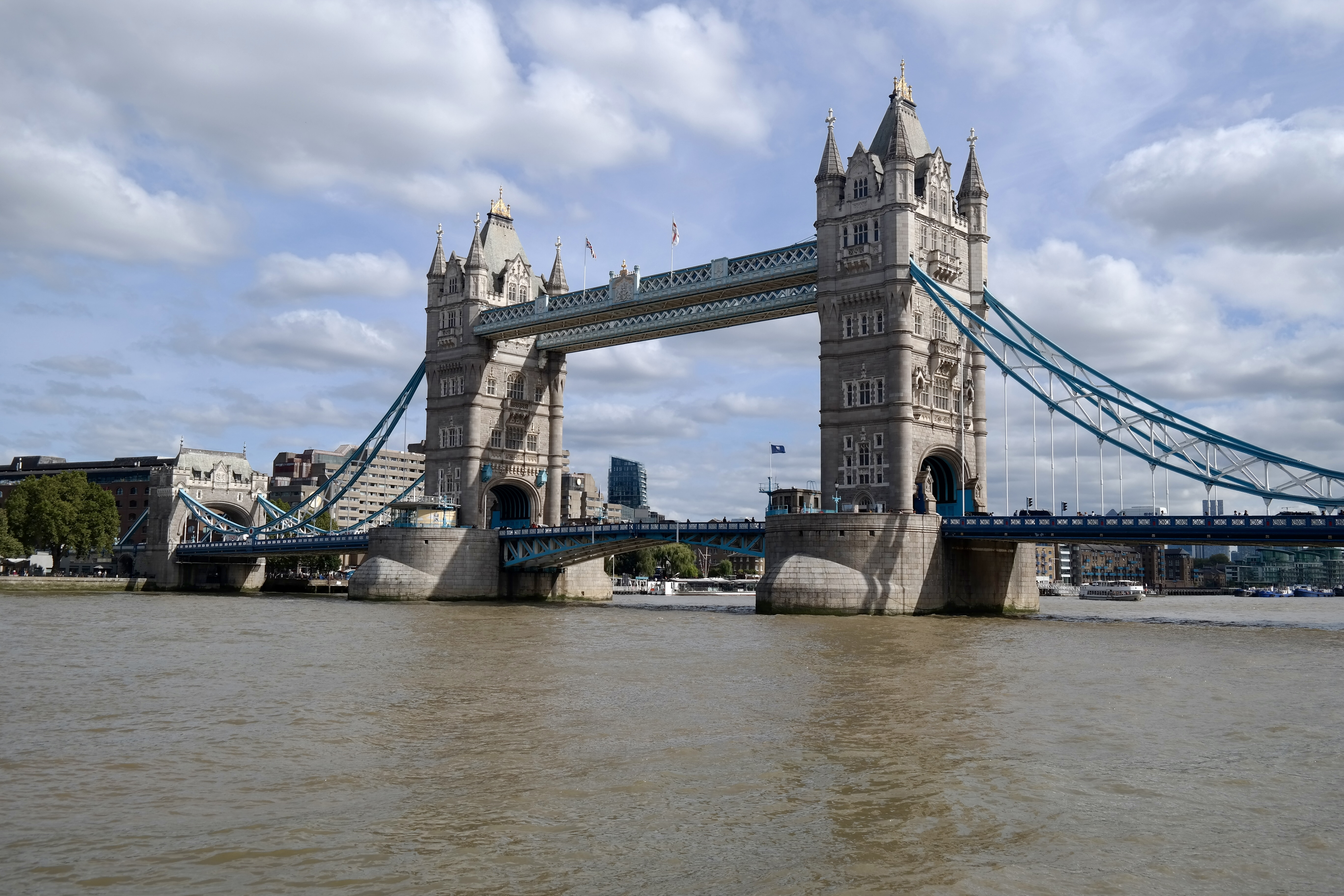
Tower Bridge in september 2024

Albert Bridge · Chelsea Bridge · Grosvenor Bridge · Vauxhall Bridge · Lambeth Bridge · Westminster Bridge · Hungerford Bridge · Waterloo Bridge · Blackfriars Bridge · Blackfriars Railway Bridge · Millennium Bridge · Southwark Bridge · Cannon Street Railway Bridge · London Bridge · Tower Bridge

Zie ook: Lijst van oeververbindingen van de Theems